# Carnaval de La Nouvelle-Orléans

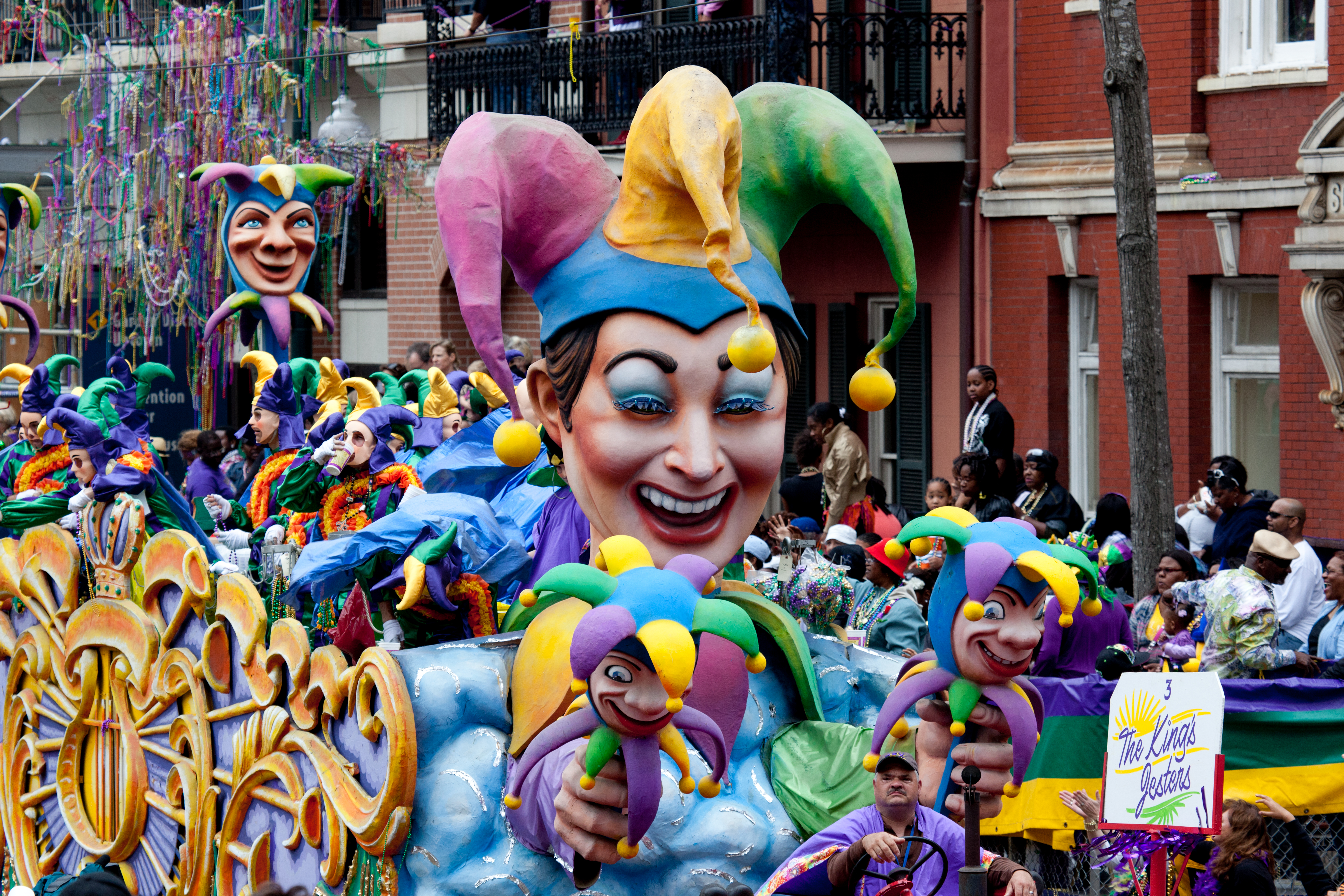
Parade du mardi gras en 2011.

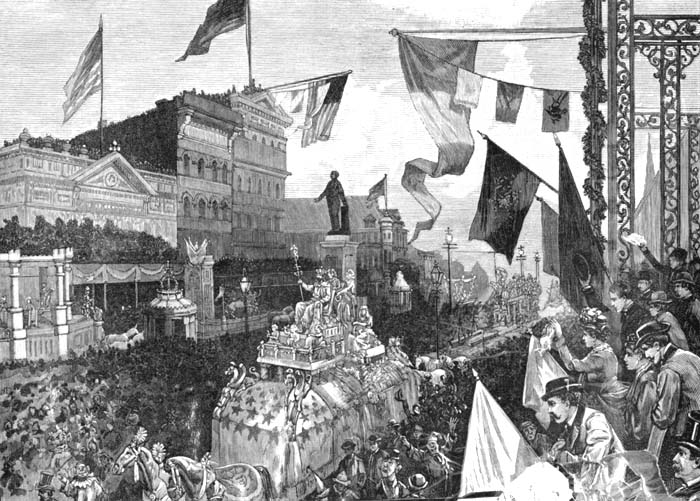
Le carnaval en 1885

Le carnaval de La Nouvelle-Orléans, aussi connu sous le nom de Mardi gras de la Nouvelle-Orléans, est un carnaval qui a lieu chaque année à La Nouvelle-Orléans, en Louisiane. 
Le carnaval se déroule avant le Carême. Les défilés, les bals et les galette des Rois commencent le 6 janvier et s'arrêtent dans la nuit de Mardi gras au Mercredi des Cendres à minuit. La date du mardi gras se situe entre le 3 février et le 9 mars (47 jours avant Pâques) donc le carnaval dure, selon les années, entre 28 et 63 jours.

## Histoire
Mardi Gras fut introduit en Louisiane par les premiers colons français [citation nécessaire]. La première source qui mentionne cette fête remonte à 1699.